# (33077) 1997 WG25
1997 WG25 (asteroide 33077) é um asteroide da cintura principal. Possui uma excentricidade de 0.16421550 e uma inclinação de 0.51966º.
Este asteroide foi descoberto no dia 28 de novembro de 1997 por Spacewatch em Kitt Peak.